# پالاده
پالاده (به لاتین: Palade) یک منطقهٔ مسکونی در استونی است که در دهستان پوهالپا واقع شده‌است.